# Lars Balk
Lars Balk, född den 26 februari 1996 i Utrecht, är en nederländsk landhockeyspelare.

## Karriär
Lars Balk ingick i Nederländernas landhockeylag vid OS 2020 samt i det lag som tog guld vid OS 2024.